# 方言コンプレックス
方言コンプレックス（ほうげんコンプレックス）とは、自分の使う方言に対する劣等感のこと。柴田武の造語。
第二次世界大戦後の集団就職の時期に、ノイローゼをもたらすだけでなく、自殺や殺人まで引き起こした。戦前の方言札による方言撲滅運動の悪影響による。戦後は共通語と方言を場面によって使い分けるという中立的態度が主流になった。若い人の共通語能力の向上につれて、方言への劣等感は薄れ、稀少価値が増した。現在は方言を娯楽ととらえ、アクセサリーとして、コスプレとして使う風潮も見られる。